# San Ambrosio, Puebla
San Ambrosio är en ort i Mexiko.   Den ligger i kommunen Atempan och delstaten Puebla, i den sydöstra delen av landet, 180 km öster om huvudstaden Mexico City. San Ambrosio ligger 2 056 meter över havet och antalet invånare är 734.
Terrängen runt San Ambrosio är lite bergig, och sluttar norrut. Runt San Ambrosio är det ganska tätbefolkat, med 179 invånare per kvadratkilometer. Närmaste större samhälle är Teziutlan, 9,1 km öster om San Ambrosio. I omgivningarna runt San Ambrosio växer huvudsakligen savannskog.